# Знаменское (Атяшевский район)
Знаменское — село в Атяшевском районе Мордовии. Входит в состав Козловского сельского поселения.

## История
В «Списке населённых мест Симбирской губернии за 1863» Знаменское владельческая село в 58 дворов в состав Ардатовского уезда.

## Население
| 2002 | 2010 |
| ---- | ---- |
| 95   | ↘72  |

Национальный состав
Согласно результатам Всероссийской переписи населения 2002 года, в национальной структуре населения русские составляли 83 %.

## Известные уроженцы
Бер, Борис Владимирович — русский поэт.